# Carex nordica
Carex nordica är en halvgräsart som beskrevs av A.M.Molina, Acedo och Felix Llamas. Carex nordica ingår i släktet starrar, och familjen halvgräs. Inga underarter finns listade i Catalogue of Life.